# Ivan Chodák
Ivan Chodák (3. února 1914 – 14. února 1994) byl slovenský lékař, fotbalista, reprezentant Slovenska a později fotbalový trenér.

## Život
Patřil k nejlepším studentům Lékařské fakulty Univerzity Komenského v Bratislavě. Doktorem medicíny byl promován v roce 1938. Patřil k nejznámějším a nejnavštěvovanějším bratislavským lékařům ORL. Dlouhé roky byl "oravským rychtářem" v Bratislavě.

## Sportovní kariéra
V letech 1935 až 1946 hrál za 1. ČsŠK Bratislava. Ve slovenské reprezentaci odehrál jedenáct utkání v létech 1939–1943, všechna jako kapitán.
S fotbalem začal ve svém rodném městě v ŠK Dolný Kubín. Od počátku roku 1935 byl na hostování v FC Vrútky, pak krátce na podzim hostoval ve VŠ Bratislava. V Bratislavě neunikl pozornosti ČsŠK, které ho koupilo za 4000 korun + přátelské utkání v Dolném Kubíně. Své první ligové utkání za I. Československý ŠK Bratislava odehrál 1. prosince 1935 proti Teplitzer FK, ve kterém se mu podařilo skórovat už v 5. minutě po přihrávce Ajčiho Bully. Poslední ligové utkání sehrál na podzim roku 1946 proti Kladnu. Začínal jako útočník, pak se posunul do zálohy, aby závěr své kariéry odehrál v obraně. Když jako 33letý končil svou aktivní kariéru, žertoval, že končí ze strachu, aby neskončil v brance. Za postoj ke hře, spoluhráčům, rozhodčím, divákům, ale především k soupeři měl přívlastek "rytíř v kopačkách". Za celou svou bohatou sportovní kariéru nebyl ani jednou vyloučen, dokonce ani napomínán. Během 25 let trénoval všechna mužstva Slovanu – od A-týmu po neregistrované.
Mimo fotbal se věnoval i jiným sportům, za VŠ Bratislava běhal na tratích od 800 do 5000 metrů, věnoval se i skoku do výšky. Mistrovsky hrál i tenis a patřil k vynikajícím plavcům. V roce 1934 získal v běhu na lyžích titul akademického mistra Československa, který mu zajistil účast na zimní světové univerziádě ve švýcarském Svatém Mořici, kde obsadil 3. místo v běhu na 18 km. Jako student hrál za VŠ Bratislava a ŠK Bratislava i lední hokej, dvakrát byl mistrem Slovenska a dvakrát finalistou. Za mužstvo Slovenska nastoupil třikrát. Po příchodu Hildy Múdré do Bratislavy byl jejím prvním krasobruslařským partnerem.
Od roku 1994 Slovenský futbalový zväz pravidelně uděluje Cenu fair play MUDr. Ivana Chodáka. Místem vyhlašování je Dolný Kubín.

## Ligová bilance
| Ročník                        | Zápasy | Góly | Klub               |
| ----------------------------- | ------ | ---- | ------------------ |
| Státní liga 1935/36           | 15     | 8    | I. ČsŠK Bratislava |
| Státní liga 1936/37           | 17     | 9    | I. ČsŠK Bratislava |
| Státní liga 1937/38           | 22     | 6    | I. ČsŠK Bratislava |
| Státní liga 1938/39           | 13     | 0    | I. ČsŠK Bratislava |
| Státní liga 1945/46           | -      | 0    | ŠK Bratislava      |
| Státní liga 1946/47           | -      | 0    | ŠK Bratislava      |
| CELKEM 1. československá liga | -      | 22   |                    |

## Rodina
- manželka Oľga Chodáková, choreografka a televizní režisérka
- dcera Mgr. art. Oľga Janíková, televizní a rozhlasová režisérka
- syn prof. Ing. Ivan Chodák, DrSc., chemik
- zeť Mgr. art. Pavol Janík, PhD., spisovatel